# 2028년 하계 올림픽
2028년 하계 올림픽(영어: 2028 Summer Olympics, Games of the XXXIV Olympiad, LA 2028, LA28)은 2028년 7월 14일부터 7월 30일까지 미국 로스앤젤레스에서 열릴 예정인 하계 올림픽이다.
2024년 파리 올림픽에서 2028년 LA 올림픽을 홍보하기도 했다.

## 올림픽 개최지 주요 일정
2017년 6월 9일 스위스 로잔에서 열린 국제 올림픽 위원회(IOC) 이사회는 2024년 하계 올림픽, 2028년 하계 올림픽 개최 도시를 동시에 결정한다는 성명을 발표했다. 성명을 발표한 이유는 2016년 프랑스 파리와 미국의 로스앤젤레스를 제외한 모든 국가들이 2024년 하계 올림픽, 2028년 하계 올림픽의 유치 계획을 철회했기 때문이다.
2017년 7월 31일 미국 로스앤젤레스는 국제 올림픽 위원회의 합의를 통해 2024년 하계 올림픽 대신 2028년 하계 올림픽을 유치하기로 결정하였다. 따라서 2024년 하계 올림픽은 사실상 프랑스 파리가 유치하게 되었다. 2028년 하계 올림픽을 개최하는 도시는 2028년 하계 패럴림픽도 개최하게 된다.
로스앤젤레스에서는 1932년 하계올림픽과 52년 후 1984년 하계 올림픽에 이어 44년 만에 세번째로 열리는 하계 올림픽 대회이고 미국에서는 1904년 하계올림픽에 이어 1996년 애틀랜타 하계 올림픽 이후 32년 만에 5번째로 열리는 하계 올림픽이며, 동하계 전체로는 2002년 솔트레이크시티 동계 올림픽 이후 26년 만에 9번째로 열리는 올림픽이기도 하다. 또한 대규모 스포츠 대회로써는 2026년 캐나다/멕시코/미국 월드컵에 이어 2회 연속으로 다시 열리는 대규모 스포츠 대회이기도 하다.

## 개최 도시 선정
개최 도시는 2017년 9월 13일, 페루 리마에서 열린 IOC 총회에서 확정되었다.

### 입후보 도시

#### 북아메리카
- 미국
  - 로스앤젤레스

#### 유럽
- 프랑스
  - 파리

| 하계 올림픽 후보 도시 | 하계 올림픽 후보 도시 | 하계 올림픽 후보 도시 | 하계 올림픽 후보 도시 |
| --------------------- | --------------------- | --------------------- | --------------------- |
| 후보 도시             | NOC                   | 결과                  |                       |
| 로스앤젤레스          | 미국                  | 2028년                |                       |
| 파리                  | 프랑스                | 2024년                |                       |

### 입후보 의향이 있었던 나라·도시

#### 남아메리카
- 아르헨티나
  - 부에노스아이레스

#### 북아메리카
- 멕시코
  - 과달라하라

#### 아시아
- 카타르
  - 도하
- 대한민국
  - 부산
  - 광주
  - 서울
  - 대구
- 말레이시아와  싱가포르
  - 쿠알라룸푸르와 싱가포르

#### 오세아니아
- 오스트레일리아
  - 멜버른
  - 브리즈번

#### 아프리카
- 케냐
  - 나이로비
- 남아프리카 공화국
  - 요하네스버그
- 모로코
  - 카사블랑카

### 입후보를 포기한 도시
- 캐나다 토론토(개최 포기)
- 오스트리아 빈(개최 포기)
- 중국 상하이(개최 포기)

## 참가국
개최국인 미국 이외에는 아직 참가국이 확정되지 않았다.
- 미국 (개최국)

## 메달 집계
| 순위 | 국가   | 금메달 | 은메달 | 동메달 | 합계 |
| ---- | ------ | ------ | ------ | ------ | ---- |
| 1    | [[\|]] |        |        |        |      |
| 2    | [[\|]] |        |        |        |      |
| 3    | [[\|]] |        |        |        |      |
| 4    | [[\|]] |        |        |        |      |
| 5    | [[\|]] |        |        |        |      |
| 6    | [[\|]] |        |        |        |      |
| 7    | [[\|]] |        |        |        |      |
| 8    | [[\|]] |        |        |        |      |
| 9    | [[\|]] |        |        |        |      |
| 10   | [[\|]] |        |        |        |      |

## 방송
- 미국 - NBC
- 일본 - NHK, TBS
- 대한민국 - JTBC, KBS, SBS

## 올림픽 종목
- 수영
- 야구
- 축구
- 농구
- 배드민턴
- 테니스
- 양궁
- 마라톤
- 체조
- 탁구
- 사격
- 태권도
- 역도
- 유도
- 레슬링

## 대회 이모저모
- 개최 기간은 당초 7월 21일 ~ 8월 6일이었으나, 로스앤젤레스 올림픽 조직위원회가 대회 기간을 일주일씩 앞당기면서 7월 14일 ~ 7월 30일로 일정이 변경되었다.